# 74
Évszázadok: i. e. 1. század – 1. század – 2. század
Évtizedek: 20-as évek – 30-as évek – 40-es évek – 50-es évek – 60-as évek – 70-es évek – 80-as évek – 90-es évek – 100-as évek – 110-es évek – 120-as évek
Évek: 69 – 70 – 71 – 72 –  73 – 74 – 75 – 76 – 77 – 78 – 79

## Események

### Római Birodalom
- Vespasianus császárt (helyettese január 13-tól Tiberius Plautius Silvanus Aelianus, márciustól Lucius Junius Quintus Vibius Crispus, májustól Qunitus Petillius Cerialis Caesius Rufus, szeptembertől Caius Pomponius, novembertől Cnaeus Domitius Tullus) és Titus Caesar Vespasianust (helyettese Titus Clodius Eprius Marcellus és  Lucius Manlius Patruinus) választják consulnak.
- Cnaeus Pinarius Cornelius Clemens, Germania Superior kormányzója utat építtet a Fekete-erdőn keresztül a Duna jobb partján Argentoratumtól (ma Strasbourg) Raetiáig.
- Meghal II. Polemón, Cilicia klienskirálya. Országát Vespasianus egyesíti Syria provinciával.

### Kína
- A Tarim-medence déli részén Hotan királysága behódol a Han-dinasztiának (miután Pan Csao kínai követ megöleti a lovát követelő királyi tanácsadó sámánt).
- A hsziungnuk elleni háborúban Tou Ku és Keng Ping hadvezérek meghódítják a hsziungnuk utolsó jelentős szövetségesét, Csesit.

## Halálozások
- Antonia Caenis, Vespasianus császár ágyasa
- II. Polemón, Pontosz, Boszporosz, Kappadókia és Kilikia királya

## Fordítás
- Ez a szócikk részben vagy egészben  az   AD 74 című angol Wikipédia-szócikk ezen változatának fordításán alapul.  Az eredeti cikk szerkesztőit annak laptörténete sorolja fel. Ez a jelzés csupán a megfogalmazás eredetét és a szerzői jogokat jelzi, nem szolgál a cikkben szereplő információk forrásmegjelöléseként.